# Konstantin von Benckendorff
Konstantin von Benckendorff (in russo Константин Христофорович Бенкендорф?, Konstantin Christoforovič Benkendorf; Reval, 31 gennaio 1785 – 6 agosto 1828) è stato un generale e diplomatico russo.
Anche il fratello Alexander von Benckendorff (1783-1844) fu generale e uomo di stato, e la sorella Dorothea von Lieven fu una famosa politica a Londra, San Pietroburgo e Parigi. Era nonno paterno del diplomatico russo Aleksandr Konstantinovič Benckendorff.

## Biografia
Benckendorff nacque in una famiglia di tedeschi del Baltico a Reval (oggi nota come Tallinn, in Estonia), figlio del barone Christoph von Benckendorff (governatore militare della Livonia) e della baronessa Anna-Juliana Schilling von Cannstatt. 
Istruito come diplomatico sin dalla più tenera età, si iscrisse a dodici anni nel 1797 presso il Collegio degli Affari Esteri ed il 20 aprile 1803 ricevette il grado di impiegato presso la corte imperiale. Prestò servizio in diverse missioni diplomatiche russe a Berlino agli inizi del secolo ed in altri stati tedeschi, avvantaggiato dalla conoscenza della lingua locale. Il 3 marzo 1810 venne nominato segretario dell'ambasciata nel Regno di Napoli e nel 1811 fu chargée d'affaires. Il 30 agosto 1812 gli fu concesso l'incarico di ciambellano a corte.
Con lo scoppio delle guerre napoleoniche, venne trasferito all'esercito col grado di maggiore e prese parte alla fase conclusiva delle guerre della coalizione antinapoleonica, soprattutto nella conquista di Kassel, Fulda, Hanau, Rheims e Soissons. Dopo la guerra Benckendorff tornò a fare il diplomatico.
Cinque anni dopo fu nominato ministro plenipotenziario a Baden e Stoccarda. Con lo scoppio della guerra russo-persiana rientrò in servizio nell'esercito russo, fece ritorno in patria, conquistò Echmiadzin e sconfisse i Curdi vicino a Erevan. Attraversò poi il fiume Aras sconfiggendo la cavalleria persiana. 
Benckendorff morì a causa della febbre che colpì l'esercito russo all'inizio della guerra russo-turca del 1828-1829.

## Matrimonio e figli

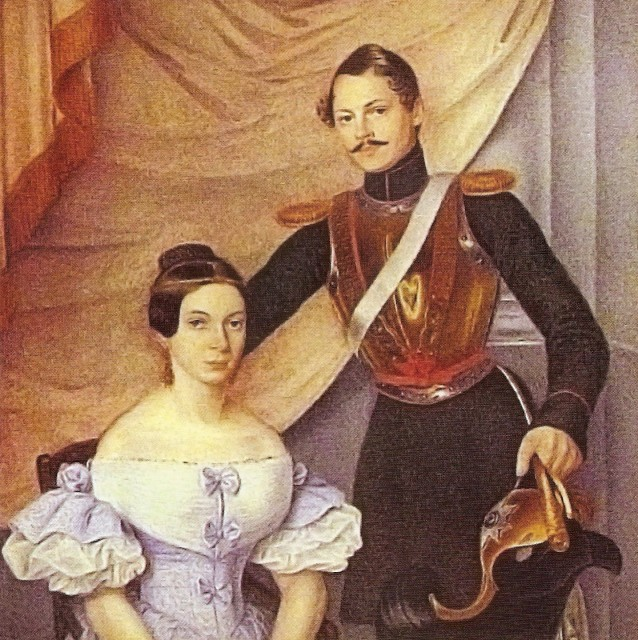
Konstantin von Benckendorff e la moglie Natalia

Konstantin von Benckendorff sposò Natalia (1796-1823), figlia del diplomatico Maksim Maksimovič Alopeus, autrice di un taccuino di viaggio, a lungo erroneamente attribuito all'imperatrice Alexandra Fedorovna. La coppia ebbe insieme i seguenti figli:
- Konstantin (1816-1858), diplomatico.
- Maria (1818-1844), dal 1835 seconda moglie di Pavel Matveyevich Tolstoy (1800-1883), nipote del generale Michail Illarionovič Kutuzov.